# Virgin Galactic Unity 22
Virgin Galactic Unity 22 est un vol suborbital du vaisseau VSS Unity de type SpaceShipTwo qui a été lancé le 11 juillet 2021. L'équipage était composé des pilotes David Mackay et Michael Masucci ainsi que des passagers Sirisha Bandla, Colin Bennett, Beth Moses et Richard Branson.

## Contexte
Le 7 juin 2021, Jeff Bezos a annoncé qu'il prévoyait d'être à bord du premier vol avec équipage du New Shepard de sa compagnie Blue Origin, ce qui signifiait être à bord du premier vol suborbital habité vers l'espace d'une entreprise privée entièrement financée par de l'argent privé. Dans les jours suivants, des rumeurs ont commencé à se répandre que Richard Branson remplissait des documents pour effectuer un vol suborbital similaire dans le cadre de sa propre entreprise privée, battant Bezos pour revendiquer une telle première réalisation. Il y a eu un débat pour savoir si le vol de Virgin Galactic, qui s'approche mais n'atteint pas la ligne de Kármán, constituerait en fait un tel premier vol privé commercial vers l'espace. Les États-Unis et la NASA définissent la frontière de l'espace à 80 km (50 miles) au-dessus de la Terre (ce qui est approximativement le minimum possible d'altitude d'un satellite sur une orbite terrestre hautement elliptique pour maintenir sa vitesse).
Malgré la rivalité (surnommée la « course à l'espace des milliardaires »), peu de temps avant le vol, Bezos a présenté ses meilleurs vœux à Branson. Le fondateur et PDG de SpaceX Elon Musk a personnellement rencontré Branson quelques heures avant le vol.

## Équipage
L'équipage a été annoncé en juillet 2021.
- Pilote : David Mackay (3),  Royaume-Uni
- Copilote : Michael Masucci (2),  États-Unis
- Passager 1 : Richard Branson (1),  Royaume-Uni
- Passager 2 : Beth Moses (2),  États-Unis
- Passager 3 : Colin Bennett (1),  Royaume-Uni
- Passager 4 : Sirisha Bandla (1),  États-Unis

Le chiffre entre parenthèses indique le nombre de vols effectués par l'astronaute, Virgin Galactic Unity 22 inclus.

## Déroulement du vol
Le 11 juillet 2021, l'avion porteur White Knight Two VMS Eve transportait le VSS Unity dans une configuration parasite pour être largué. Deux minutes et 38 secondes après son largage, Unity atteint son apogée à une altitude de 282 773 pieds (86,19 km) — en dessous de la limite spatiale de la FAI, c'est-à-dire la ligne de Kármán à 100 kilomètres (62,1 mi) d'altitude, mais au-dessus de la limite reconnue par les États-Unis à 80 kilomètres (49,7 mi) et juste au-dessus de la mésopause à 86,182 kilomètres (53,6 mi),.
Le vol est retransmis en direct par Virgin Galactic. Les co-présentateurs sont Stephen Colbert, Veronica McGowan, Chris Hadfield et Kellie Gerardi. À l’issue du vol, Khalid interprète une nouvelle chanson, New normal, et Chris Hadfield remet aux quatre passagers des insignes d’astronaute.
Une alerte survient lors de la phase de vol propulsé, indiquant une déviation de la trajectoire de Unity. La déviation s'est poursuivie, déclenchant une alerte rouge et provoquant une tentative des pilotes de corriger la trajectoire. En conséquence, lors de la descente après avoir atteint son apogée, Unity s'est écarté de son espace aérien alloué.
Le vol emporte une expérience scientifique de l'université de Floride, avec le support de la NASA, qui est opérée par Sirisha Bandla.